# 혼다 유키
혼다 유키(일본어: 本多 勇喜, 1991년 1월 2일 ~ )는 일본의 축구 선수이다. 현재 J1리그의 비셀 고베에서 뛰고 있다.

## 구단 경력
그는 2013년부터 J리그의 나고야 그램퍼스, 교토 상가 FC, 비셀 고베에서 뛰었다.